# 2013-as Indy Lights-szezon
A 2013-as Indy Lights-szezon a bajnokság 28. szezonja volt és a 12., amelyet az IndyCar rendezett. A 12 futamból álló széria március 23-án kezdődött  St. Petersburg-ban és október 19-én ért véget a Auto Club Speedway aszfaltcsíkján. A bajnokságot az újonc Sage Karam nyerte meg.

## Versenynaptár
| Forduló | Dátum                         | Hivatalos név           | Versenypálya                | Helyszín                | Pályarajz |
| ------- | ----------------------------- | ----------------------- | --------------------------- | ----------------------- | --------- |
| 1       | március 23-24.                | St. Petersburg 100      | Streets of St. Petersburg   | St. Petersburg, Florida |           |
| 2       | április 6-7.                  | Legacy Indy Lights 100  | Barber Motorsports Park     | Birmingham              |           |
| 3       | április 20-21.                | Long Beach 100          | Streets of Long Beach       | Long Beach, Kalifornia  |           |
| 4       | május 24.                     | Firestone Freedom 100   | Indianapolis Motor Speedway | Speedway, Indiana       |           |
| 5       | junius 14-15.                 | Milwaukee Race          | Milwaukee Mile              | West Allis, Wisconsin   |           |
| 6       | junius 22-23.                 | Iowa Speedway 100       | Iowa Speedway               | Newton, Iowa            |           |
| 7       | július 6-7.                   | Pocono Race             | Pocono Raceway              | Long Pond               |           |
| 8       | július 12-13.                 | Grand Prix of Toronto   | Exhibition Place            | Toronto                 |           |
| 9       | augusztus 3-4.                | Grand Prix of Mid-Ohio  | Mid-Ohio Sports Car Course  | Lexington, Ohio         |           |
| 10      | augusztus 31. - szeptember 1. | Grand Prix of Baltimore | Streets of Baltimore        | Baltimore, Maryland     |           |
| 11      | október 5-6.                  | Grand Prix of Houston   | Reliant Park                | Houston, Texas          |           |
| 12      | október 18-19.                | Lefty's Kids Club 100   | Auto Club Speedway          | Fontana (Kalifornia)    |           |

| Magyarázat | Magyarázat |
| Ikon       | Pálya      |
| ---------- | ---------- |
|            | Ovál       |
|            | Utcai      |
|            | Épített    |

## Csapatok és versenyzők
| Csapat                                         | #  | Versenyző           | Státusz | Forduló |
| ---------------------------------------------- | -- | ------------------- | ------- | ------- |
| Schmidt Peterson Motorsports                   | 7  | Gabby Chaves        | Újonc   | összes  |
| Schmidt Peterson Motorsports                   | 8  | Sage Karam          | Újonc   | összes  |
| Schmidt Peterson Motorsports                   | 67 | Kyle O'Gara         | Újonc   | 4, 12   |
| Schmidt Peterson Motorsports                   | 77 | Jack Hawksworth     | Újonc   | összes  |
| Team Moore Racing                              | 2  | Juan Pablo García   |         | 1–10    |
| Team Moore Racing                              | 2  | Peter Dempsey       |         | 11      |
| Team Moore Racing                              | 22 | Ethan Ringel        | Újonc   | 1       |
| Team Moore Racing                              | 22 | Victor Carbone      |         | 2       |
| Team Moore Racing                              | 22 | Mikaël Grenier      | Újonc   | 3       |
| Team Moore Racing                              | 22 | Jimmy Simpson       | Újonc   | 4       |
| Team Moore Racing                              | 22 | Conor Daly          |         | 11      |
| Andretti Autosport AFS Racing                  | 12 | Zach Veach          | Újonc   | összes  |
| Andretti Autosport AFS Racing                  | 26 | Carlos Muñoz        |         | összes  |
| Belardi Auto Racing                            | 4  | Jorge Goncalvez     |         | összes  |
| Belardi Auto Racing                            | 5  | Peter Dempsey       |         | 1–10    |
| Belardi Auto Racing                            | 5  | Juan Pablo García   |         | 11–12   |
| Belardi Auto Racing                            | 6  | Giancarlo Serenelli | Újonc   | 9–12    |
| Bryan Herta Autosport Jeffery Mark Motorsports | 28 | Chase Austin        |         | 4       |
| Bryan Herta Autosport Jeffery Mark Motorsports | 28 | Axcil Jefferies     | Újonc   | 9, 11   |
| MDL Racing                                     | 56 | Matthew Di Leo      | Újonc   | 3, 8–11 |
| Pabst Racing                                   | 17 | Dalton Kellett      | Újonc   | 10      |

## Összefoglaló
| Forduló | Verseny        | Pole-pozíció    | Legyrorsabb kör | Legtöbb élen töltött kör | Győztes         | Győztes                 | Listavezető     | Előny |
| Forduló | Verseny        | Pole-pozíció    | Legyrorsabb kör | Legtöbb élen töltött kör | versenyző       | csapat                  | Listavezető     | Előny |
| ------- | -------------- | --------------- | --------------- | ------------------------ | --------------- | ----------------------- | --------------- | ----- |
| 1       | St. Petersburg | Carlos Muñoz    | Carlos Muñoz    | Jack Hawksworth          | Jack Hawksworth | Sam Schmidt Motorsports | Jack Hawksworth | 12    |
| 2       | Barber         | Carlos Muñoz    | Carlos Muñoz    | Carlos Muñoz             | Carlos Muñoz    | Andretti Autosport      | Jack Hawksworth | 12    |
| 3       | Long Beach     | Carlos Muñoz    | Carlos Muñoz    | Carlos Muñoz             | Carlos Muñoz    | Andretti Autosport      | Carlos Muñoz    | 21    |
| 4       | Indianapolis   | Sage Karam      | Peter Dempsey   | Carlos Muñoz             | Peter Dempsey   | Belardi Auto Racing     | Carlos Muñoz    | 27    |
| 5       | Milwaukee      | Sage Karam      | Zach Veach      | Zach Veach               | Sage Karam      | Sam Schmidt Motorsports | Carlos Muñoz    | 18    |
| 6       | Iowa           | Carlos Muñoz    | Carlos Muñoz    | Sage Karam               | Sage Karam      | Sam Schmidt Motorsports | Sage Karam      | 9     |
| 7       | Pocono         | Carlos Muñoz    | Gabby Chaves    | Carlos Muñoz             | Carlos Muñoz    | Andretti Autosport      | Carlos Muñoz    | 4     |
| 8       | Toronto        | Jack Hawksworth | Jack Hawksworth | Jack Hawksworth          | Jack Hawksworth | Sam Schmidt Motorsports | Carlos Muñoz    | 8     |
| 9       | Mid-Ohio       | Gabby Chaves    | Carlos Muñoz    | Gabby Chaves             | Gabby Chaves    | Sam Schmidt Motorsports | Carlos Muñoz    | 15    |
| 10      | Baltimore      | Jack Hawksworth | Jack Hawksworth | Jack Hawksworth          | Jack Hawksworth | Sam Schmidt Motorsports | Sage Karam      | 2     |
| 11      | Houston        | Sage Karam      | Gabby Chaves    | Sage Karam               | Sage Karam      | Sam Schmidt Motorsports | Sage Karam      | 16    |
| 12      | Fontana        | Zach Veach      | Sage Karam      | Carlos Muñoz             | Carlos Muñoz    | Andretti Autosport      | Sage Karam      | 11    |

## A bajnokság végeredménye
Pontrendszer
| Pozíció | 1. | 2. | 3. | 4. | 5. | 6. | 7. | 8. | 9. | 10. | 11. | 12. |
| ------- | -- | -- | -- | -- | -- | -- | -- | -- | -- | --- | --- | --- |
| Pont    | 50 | 40 | 35 | 32 | 30 | 28 | 26 | 24 | 22 | 20  | 18  | 16  |

| Poz. | Versenyző           | STP | BAR | LBH | INDY | MIL | IOW | POC | TOR | MOH | BAL | HOU | FON | Pont |
| ---- | ------------------- | --- | --- | --- | ---- | --- | --- | --- | --- | --- | --- | --- | --- | ---- |
| 1    | Sage Karam          | 3   | 4   | 3   | 3    | 1   | 1*  | 2   | 6   | 8   | 2   | 1*1 | 3   | 460  |
| 2    | Gabby Chaves        | 8   | 3   | 2   | 2    | 4   | 2   | 3   | 3   | 1*  | 3   | 2   | 2   | 449  |
| 3    | Carlos Muñoz        | 7   | 1*  | 1*  | 4*   | 2   | 8   | 1*  | 4   | 4   | 9   | 12  | 1*  | 441  |
| 4    | Jack Hawksworth     | 1*  | 2   | 8   | 10   | 8   | 3   | 5   | 1*  | 3   | 1*  | 6   | 9   | 412  |
| 5    | Peter Dempsey       | 2   | 6   | 10  | 1    | 6   | 4   | 7   | 2   | 2   | 4   | 9   |     | 360  |
| 6    | Jorge Goncalvez     | 6   | 5   | 4   | 6    | 7   | 5   | 8   | 8   | 9   | 5   | 4   | 5   | 336  |
| 7    | Zach Veach          | 5   | 9   | 9   | 5    | 3*  | 7   | 4   | 7   | 5   | 8   | 10  | 4   | 333  |
| 8    | Juan Pablo García   | 4   | 8   | 6   | 9    | 5   | 6   | 6   | 5   | 6   | Ni  | 8   | 6   | 312  |
| 9    | Matthew Di Leo      |     |     | 5   |      |     |     |     | 9   | 10  | 6   | 11  |     | 119  |
| 10   | Giancarlo Serenelli |     |     |     |      |     |     |     |     | 11  | 7   | 7   | 7   | 97   |
| 11   | Axcil Jefferies     |     |     |     |      |     |     |     |     | 7   |     | 5   |     | 56   |
| 12   | Kyle O'Gara         |     |     |     | 11   |     |     |     |     |     |     |     | 8   | 43   |
| 13   | Conor Daly          |     |     |     |      |     |     |     |     |     |     | 3   |     | 35   |
| 14   | Victor Carbone      |     | 7   |     |      |     |     |     |     |     |     |     |     | 26   |
| 15   | Mikaël Grenier      |     |     | 7   |      |     |     |     |     |     |     |     |     | 26   |
| 16   | Jimmy Simpson       |     |     |     | 7    |     |     |     |     |     |     |     |     | 26   |
| 17   | Chase Austin        |     |     |     | 8    |     |     |     |     |     |     |     |     | 24   |
| 18   | Ethan Ringel        | 9   |     |     |      |     |     |     |     |     |     |     |     | 22   |
| 19   | Dalton Kellett      |     |     |     |      |     |     |     |     |     | 10  |     |     | 20   |
| Poz. | Versenyző           | STP | BAR | LBH | INDY | MIL | IOW | POC | TOR | MOH | BAL | HOU | FON | Pont |

| Szín       | Eredmény                  |
| ---------- | ------------------------- |
| arany      | Győztes                   |
| ezüst      | 2. helyezett              |
| bronz      | 3. helyezett.             |
| zöld       | 4. hely 5. hely           |
| világoskék | 6–10. hely között         |
| sötétkék   | top 10-en kívül           |
| lila       | nem ért célba             |
| piros      | nem kvalifikált (DNQ, NK) |
| barna      | visszalépett (Vi, Wth)    |
| fekete     | kizárva (DSQ, Kiz)        |
| Fehér      | Nem indult (DNS, Ni)      |
| Fehér      | Verseny törölve (T)       |
| Üres       | Nem vett részt            |

| Jelmagyarázat |                                      |
| Félkövér      | Pole-pozíció                         |
| Dőlt          | Leggyorsabb kör a versenyen          |
| *             | Legtöbb élen töltött kör (1 pont)    |
| 1             | Időmérő törölve, nem járt bónuszpont |
|               | Újonc                                |

## Külső hivatkozások
- Az Indy Lights hivatalos weboldala Archiválva 2021. március 5-i dátummal a Wayback Machine-ben